# Yodonocuito
Yodonocuito är en ort i Mexiko.   Den ligger i kommunen San Pedro y San Pablo Teposcolula och delstaten Oaxaca, i den sydöstra delen av landet, 280 km sydost om huvudstaden Mexico City. Yodonocuito ligger 2 220 meter över havet och antalet invånare är 189.
Terrängen runt Yodonocuito är huvudsakligen lite kuperad. Yodonocuito ligger nere i en dal. Runt Yodonocuito är det glesbefolkat, med 15 invånare per kvadratkilometer. Närmaste större samhälle är Villa Tejúpam de la Unión, 17,1 km norr om Yodonocuito. I omgivningarna runt Yodonocuito växer huvudsakligen savannskog.